# Hyperiopsis australis
Hyperiopsis australis is een vlokreeftensoort uit de familie van de Hyperiopsidae. De wetenschappelijke naam van de soort is voor het eerst geldig gepubliceerd in 1906 door Walker.